# Фортеця Аджидер
Фортеця Аджидер — фортифікаційні споруди у смт Овідіополь, Одеський район, Одеська область, Україна. Розташована на лівому березі Дністровського лиману, навпроти Білгород-Дністровського.
Фортеця будувалася для захисту входу в Дністер з Чорного моря, військової підтримки чорноморської торгової системи, облаштування проміжних складів між Дністром та Одесою. Також, одна з найважливіших задач фортеці прикриття Дністровської гребної флотилії, що, в свою чергу, мала здійснювати оборону Очаківської провінції та вести підтримку Дунайської армії у випадку війни з Османською імперією.

## Історія
До заснування фортеці на березі лиману існувало османське портове містечко Аджидер, що наприкінці 18 ст. було зруйноване російськими військами під час одієї з російсько-турецьких війн. Про цю місцевість у 1791 році інженер Франц де Воллан писав «Місце розташування Аджидера вочевидь було дуже привабливим. Руїни мають близько трьох з половиною верст у периметрі. Молдовани, які мешкають у Калаглеї за 5 верст звідси, згадують Аджидер як земний рай і особливо хвалять вино, яке тут робили, вважають його найкращим в усій Молдові та Бессарабії. Аджидер був найбільшим містом цієї провінції після Очакова і мав значний ринок вивезення пшениці й худоби (переважно баранів) до Константинополя… Аджидер завжди слугував туркам за пункт висадки і зв’язку з Хаджибеєм».
По завершенню російсько-турецької війни згідно Ясського мирного договору Очаківська область перейшла до Російської імперії. Відразу після цього російське керівництво вирішує посилити оборонні позиції на придністровському напрямку. Розпочинається будівництво цілого ряду фортець. Наказ про побудову фортеці Аджидер був підписаний імператрицею Катериною ІІ у березні-липні 1792 року. Намісник Катеринославської губернії В.В.Каховський отримав цей наказ 6 липня в Дубоссарах, за його наказом до Аджидера було направлено 3 тисячі солдат для зимівки на місці майбутньої фортеці. Для цього з румунських Ясс було відправлено дерево до Дністру, а греки-майстри були найняті для будівництва тимчасових будинків для солдат та офіцерів. Місця для казарм було обрано особисто Каховським. Про вибір місця сам Ф. Воллан писав:

| «Коли існувало рішення про поселення чорноморських козаків у внутрішній частині провінції [в Очаківській області], спочатку думали використовувати їх флотилію весельних кораблів у системі оборони кордону. Аджидер мав служити їм портом. Легко зрозуміти, що це мало б стати нашою перевагою як на Дністровському лимані взагалі, так і на самій річці. Однак, оскільки згідно з наступним розпорядженням згадані козаки спрямовані на морські кордони Кубані, де вони, безперечно, послужать тій же меті, не зазнаючи нас незручностей, які могли б виникнути внаслідок їхнього перебування на Дністрі, було вирішено, що необхідно використовувати інші засоби, щоб постійно тримати на Дністровському лимані та річці від 30 до 40 невеликих весельних суден на зразок запорізьких човнів. Аджидер може служити цій ескадрі гаванню. Перебування фортеці Акірман у руках у турків вимагає з нашого боку існування пункту, який міг би протистояти цій фортеці та тримати її під наглядом, в той же час, будучи укриттям для нашої невеликої ескадри. Аджидер завжди служив туркам пунктом для висадки та зв'язку з Аджибеєм та Очаковим. Важко, а то й зовсім неможливо знайти протягом усього берега лиману іншу точку для висадки. Всюди цьому перешкоджають глибини і круті, неприступні береги. Винятково околиці Аджидера, єдине з усіх інших місць, що надають для нас найкращі умови для спорудження форту, що відповідає нашим потребам. На самому початку, після взяття форту Аджібей, покійний князь Потьомкін планував опанувати цей пункт.» |
| — Ф. Воллан |

У серпні на місце будівництво фортеці завітав В. В. Каховський  з Францом де Волланом, саме тоді було прийняте остаточне рішення про розміщення фортеці. За словами самого Ф. Воллана складно було знайти краще місце вздовж усього узбережжя лиману, де б глибина лиману та береги дозволили б використовувати легкий весельний флот для захисту Дністра по воді.  Адже це місце, за часи існування міста Аджидер виконувало функцію порту довгий час в епоху османського панування.
Вже вересні 1792 року буди розпочаті перші земляні роботи. Генерал-майор В. В. Каховський виступав проти такої терміновості, адже на його думку варто було спочатку провести більш детальні обрахунки та визначити необхідні ресурси. Тим не менш, інженер-підполковник Ф. П. де Волан наполягав на негайному початку, адже обіцянки почати негайно вже були відіслані до Воєнної колегії, а крім того була небезпека втратити осінній час, за який доведеться нести відповідальність. Як спеціаліст він розумів, що за зиму земляні насипи лише стануть щільнішими, що лише допоможе пришвидшити наступні етапи робіт в сезоні 1973 року. В кінці вересня в Аджидер прибули спеціалісти з Мілана, які мали навички з випалювання вапна. Випалено вапно широко застосовували як компонент для з'єднання між собою каменю, адже міцність кам'яної кладки була ключовою для фортеці. Проте, Росія не володіла необхідними у ремеслі технологіями, тому була змушена залучани європейських спеціалістів. Офіційна дата початку робіт з будівництва фортеці вважається 15 червня 1793 року і саме цього дня Овідіопіль святкує річницю свого заснування. Проте, з історичних документів випливає, що правильною датою початку робіт є 14 червня (25 червня за старим стилем).
25 жовтня 1792 року імператорка Катерина ІІ започаткувала своїм указом експедицію з будівництва у завойованих провінціях фортифікаційних та інших робіт. Положення про експедицію було розроблено В. С. Поповим, а головою експедиції призначено Ф. П. де Волана. Сама експедиція підпорядковувалася генерал-аншефу О. В. Суворову. Знаходячись в Дубоссарах де Волан, а потім в Хаджибеї дійсно розробляв плани та проєкти цілого ряд фортець та інших об'єктів, в тому числі не військових. Перед експедицією ставилися конкретні задачі, а також було визначено яким чином мають розподілятися кошти, майно та обладнання задіяне в проєкті. Але головним було перепідпорядкування робіт з цивільної до військової адміністрації регіону.

| «Возлагаем на вас и все предложенные для безопасности тамошних границ и апробованные нами по проектам инженер-майора де-Волана в разных местах укрепления немедленно привесть ко исполнению, истребовав подлежащие сведения от генерал-майора и правителя Екатеринославского наместничества Каховского, касающиеся как до апробированных всему тому планов, так и об ассигнованной на то сумме и о всех нужных для того пособиях» |
| — Уривок указу Катерини ІІ до генерала-аншефа О. В. Суворова |

Головним інженером будівництва вважається інженерний офіцер Є.Х. Ферстер, хоча інші джерела вважають, що Ферстер долучився до будівництва лише на пізніх етапах 1794-1795 року. Що точно відомо, так це те, що Є. Х. Ферстнер 27 лютого 1795 року був призначений комендантом Овідіопольської фортеці та поліцмейстром міста. Відповідно, він займався не лише доглядом та підтримкою фортеці, а і усіх інших казених будівель міста. Ф. П. де Воллан та О. В. Суворов відвідували фортецю під час будівництва двічі, у 1793 та 1794 році, вони оглядали процес будівництва та вносили корективи, в основному для здешевшення робіт. В 1795 році управління з будівництва південних фортець перейшло до генерал-директора над фортифікаціями графа П. О. Зубова. Але в той же час, віце-адмірал І. М. де Рібас у листах писав що саме йому було наданий обов'язкок будівництва форту. Відповідно, можна констатувати, що у будівництві фортеці брав участь цілий ряд видатних діячів тогочасної Одещини.
Будівництво відбувалося вахтовим методом, тобто солдати, що були задіяні у будівництві постійно змінювалися. У польовому сезоні 1793 року у будівництві брали участь солдати чотирьох батальйонів Алексопольского та Троїцького піхотних полків. Детальний опис проведення будівельних робіт відсутнє, проте існують спогади офіцерів, що брали участь у будівництві. Зокрема француз, що знаходився на службі у російській імперії А.О. де Лагард, згадує, як Єгор Ферстер проводив розбудову ровів вибуховим способом, чим неабияк турбував місцевих змій, яких була значна кількість під землею. У 1794 році будівництво відбувалося пришвидшеним темпом через можливість нової війни з Османською імперією. З розформованої Дніпровської лінії прибуло декілька гармат тяжкої артилерії.
У серпні 1795 року Ф. П. де Волан проінспектував всі будівельні роботи на фортецях півдня країни, від Кубані до Подністров'я і доповів графу П. О. Зубову про завершення робіт на прикордонні. Згідно доповіді інженера на той час Овідіопільська фортеця складалася з: казарм, порохових погребів та продовольчих складів, передових будівель для захисту з рейду, весь палісад був озброєний, застави закриті. Імператорський штандарт було піднято 21 вересня віце-адміралом де Рібасом. Єкатерина ІІ відзначила завершення робіт окремим указом за 4 листопада 1795 року. В ньому вона відмітила особливу роль інженера-полковника Де Воллана, якому була виділена значна фінансова премія, а вже наступного року інженер та бригадир були нагороджені великим херстом ордена Святого князя Володимира 2-ї степені. Де Волан також отримав чин генерал-майора. Загалом, всі офіцери отримали різні подяки орденами, званнями та грошовими преміями.
Не дивлячись на офіційне завершення робіт, фактично вони тривали і в 1796 році. Про це згадується у офіційних наказах, зокрема П. О. Зубова, О. В. Суворова, командуючого 2-ю дивізією генерала Г. С. Волконського та у деяких спогадах. Згідно документів за порядком будівельних робіт на той час наглядав командир батальйону Новгородського полку Ф. І. Мосолов . У своїх спогадах він згадує, як його солдати брали участь у будівництві фортеці влітку 1796 року і при цьому змогли навіть добре заробити на роботах.
Точна сума, що була витрачена на будіництво фортеці не відомо, але кошториси, що збереглися в архівах стревджують, що всього на будівництво фортеці планувалося витратити близько 190 тисяч рублів. У 1797 році, за нового імператора Російської імперії Павла І була створена "Особлива комісія", що мала дослідити зловживання при будівництві фортець півдня імперії. Крім цього імператор започаткував ряд реформ по управлінню фортецями. Зокрема, він розпустив "Комісію будівель фортець та Одеського порту", яка ними опікувалась до цього. Тепер будівельними роботами займалось Чорноморське адміралтейство та військовий губернатор. У зв'язку зі змінами у підпорядкуванні коменданта фортеці теж було замінено. 24 березня 1797 року інженер-майор Єгор Ферстнер передав посаду майору Христофору Штемпелю..
У 1802 році імператор Олександр І започаткував низку реформ у сфері утримання та підтримці фортець. Зокрема, було вирішено утримувати лише 54 фортеці з 260 існуючих в імперії. Фортеця Аджидер своє бойове значення зберегла і згідно нової класифікації отримала статус "малої фортеці 3-ого класу".
У 1804 році знову відбулася зміна коменданта фортеці. Новим комендантом став підполковник Лев Мейзер.
Під час російсько-турецької війни 1806-1812 років Овідіопольська фортеця знаходилася у повній бойовій готовності, хоча основні бойові дії проходили на Дунаї. За свідченням сучаників, лінія оборони по Дністру не мала і не могла мати суттєвого значення дл стримання османів, саме тому для Російської імперії було важливо відтіснити кордони до Дунаю. Овідіополь, як і вкотре до цього, був важливим логістичним вузлом, адже фортеця була одночасно портом. Для забезпечення північного фронту вантажі йшли з Одеси до Овідіопля, а далі морем в Кілію, Ізмаїл, Рені, Галац, Браїла і далі. Під час бойових дій фортеця перейшла під порядкування військового губернатора генерал-лейтенанта де Рішельє. Хоча інженерна команда досі мала розширені повноваження і підпорядковувалася інженеру та генерал-майору Івану Гартингу. Що опікувався станом фортець усього півдня імперії. Пізніше, Гартінга замінив інженер-полковник Л. фон Шрейтельфельд. Можливе розформування фортеці, в результаті можливої зміни кордонів, піднімались навіть під час самої війни, але на практиці, через свої логісчтичні властивості, фортеця продовжувала функціонувати без особливих змін.
У 1809 році, в результаті чергових реформ, Овідіопольська фортеця  була підпорядкована команді Київського округу, разом з десятком інших фортець. В цей час на території фортеці розміщувався 36-й артилерійський гарнізон. Інша частина гарнізону стояла в Тирасполі.
Під час підготовки до можливого конфлікту з Наполеонівською Францією фортеця знову активно згадується в доповідях, як важливий оборонний пункт західних кордонів імперії та Таврійської армії. У разі руху противника Подільською чи Херсонською губернією фортеця мала б бути активно застосована у війні. На той час на західних кордонах Російської імперії існувало всього 5 фортець: Рига з Динамюнде, Київ, Кам'янець-Подільський, Тирасполь та Овідіополь. Останні три до цього часу вже не відповідали сучасним вимогам, проте активно готувалися до війни та наповнювалися необхідним артилерійським спорядженям теж.
Овідіопольська фортеця не зіграла значної ролі у Наполеонівських війнах і швидко втрачала своє воєнне значення. У 1812 році рішенням Військового міністерства була розпущена Інженерна команда, у 1813 році  з фортеці була виведена 36 артилерійська рота і переведена у Тирасполь. Після цього фортеця існувала лише номінально, адже усі приміщення та будівлі стояли покинуті. В 1816 році генерал-майор К. Опперман вже на пряму радив припинити підтримку фортець в Овідіоплі та Одесі, як тісних та малозначимих.
У 1820 році, Овідіополь прийняв декілька десятків переселенців з Баварії та Вюртенберга. Поселенців розмістили просто на території покинутої фортеці. У зв'язку з цим цьому місці навіть планувалося побудувати католицьку семінарію, використавшли руїни стін як базу для будівництва, але ідея так і не була реалізована. Проте, ідея переформатувати оборонну споруду продовжувала існувати. Місцевість серйозно розглядали для розміщення карантинної застави, але тіснота приміщень не дозволила реалізувати і цю ідею.
У 30-х роках 19 ст. є низка джерел, які вказують на занедбаний та безперспективний стан фортеці. Так, французький полководець Огюст Фредерік Луі де Мармон герцог Рагузький у 1834 році описує фортецю виключно у негативному ключі і зазначає, що навіть якщо зрівняти її з землею, то значимість не зміниться. У 1837 році німецький мадрівник Георг Коль описує, що в фортеці все ще квартирується 15 козаків, але проте зазначає, що всі дахи фортечних будинків давно обвалилися. У 1840 році вчений Ніколай Надєждін перебуваючи у Овідіоплі навіть не має бажання дивитися на фортецю, адже вона на його погляд картковий будинок порівняно з величним Аккерманом.
1848 року фортецю виставили на торги. Перша спроба торгів у Херсоні провалилась через низький інтерес, тому аукціон вирішили перенести до Одеси. Стартова ціна фортеці була назначена 295 руб. В результаті фортецю придбав одеський купець Олександр Дедоменіко за 3001 руб. серебром. На цьому існування фортеці, як військового об'єкту, фактично. завершилося.
Хоча укріплення так жодного разу і не брало участі у бойових діях, сам факт існування фортеці дав значний поштовх розвитку містечка Овідіополь та його активному заселенню. Воєнне ж значення об'єкту складно визначити однозначно. Адже більшість сучаників критикувало фортецю за весь час її існування, проте за 50 років свого існування вона була частиною великої оборонної системи імперії і один лиш факт її існування мав значний вплив на перебіг усіх бойових дій у регіоні.

## Архітектура фортеці

План фортеці на карті-схемі

Остаточно затверджений план 1793 року передбачав відмову від будівництва масштабної кам'яної фортеці, натомість планувалося побудувати її у вигляді невеликого земляного форту. С боку суші планувалося розмістити бастіонний фронт з куртиною зі зламами та подвійних фланках. Перепендикулярні до берега фронти розташовувались тенально (з двома фасами). Ці три сухопутні частини фортеці повинні були бути оточені сухим ровом з прикриттям вхідних та вихідних плацдармів з розміщеними на них барбетними батареями. Зі сторони лиману ближче до верхнього обриву спочатку мав йти зломлений вал, далі другий вал кремальерного типу з ділянками сухого рову та з кавальєром позаду висунутої вперед частини валу. У самої води, дещо виступаючі у лиман, мав розміщуватися бастіон з артилерійськими батареями для настильної стрільби по поверхні води .
Проектом, також, був передбачений водогін для фортеці, для безперебійного водопостачання оборонної споруди. Згідно плану вода, через глиняні труби, самопливом з урочища Криничка до самої балки Аджидерка. Довжина водогону мала бути близько 2 км.. Чи був добудований запланований водогін єдиної точки зору немає, але подібні системи вже застосовувалися інженерами у той час, а археологічні розкопки на місці фортеці знаходили залишки керомічних труб.
Згідно до часткового плану 1796 року, а також обмірних креслень кінця ХVІІІ ст., Овідіопольська фортеця розміщувалася на високому березі лиману та сходила до берега трьома терасами. Горішня частина, разом з гласисом, площею 12,3 десятини мала форму прямокутника з двома кутовими бастіонами. Всередині – одноповерхові кам1яні казарми, арсенал, магазин на 6 тон продуктів, кордегардія, гауптвахта, будинок офіцерів з флігелями та майдан. Сучасні історики не мають креслень будівель, проте зберігся малюнок гауптвахти. Згідно нього будівля мала центральний вхід з фасадної сторони, яка була облаштована галереєю з 6 масивними квадратними колонами, що є типовим архітектурним рішенням для того часу та регіону. Між будівлями по центру фортеці розташовувався значний за розмірами майдан, що був призначений для парадів.
У ХІХ ст. більшість наявних описів фортеці характеризували її, як напівзруйновану. У 1835 році у інвентарних записах згадується поганий стан фортеці, а також описуються наступні будівлі: будинок коменданта, кухня, челядня, флігель, казарми, гауптвахта, порохові склади та піч для випалу цегли.

## Археологічні дослідження
Першим великим дослідженнями Аджидерської фортеці була Нижньодністровська експедиція Інституту археології НАН України. Під час підготовки до експедиції були проведені дослідження місцевості шляхом накладання планів фортеці на супутникові знімки місця розташування фортеці. Так, було виявлено, що згідно плану 1796 року фортеця мала площу 10,2 га (верхня частина 6,65 га з якої 3,9 га внутрішня частина та 3,15 нижня частина). Станом на 2013 рік для дослідження були доступні 8-9 га фортеці. Втраченими можна вважати: східни бастіон (частково зритий), рови в північно-західній частині (розриті глиняним кар'єром), офіцерський комплекс (спуском до лиману), ломаний вал з боку затоки та усі нижні тераси (шляхом берегових зсувів ґрунту природнього походження). Але, загалом, вчені зазначили, що збереженість об'єкту у задовільному стані, 60-70% фортеці цілком придатні для досліджень і не зазнали значних втручань. Причина такого стану є ставлення до об'єкту місцевими органами влади, що не досзволяли будівництво та сільськогосподарські роботи на території фортеці. Що правда, територія була значно забруднена сміттям, адже використовувалася місцевими жителями як звалище. І таким чином Аджидерська фортеця є унікальною, адже вона збереглася значно краще усіх інших фортець побудованих за проєктом Ф. П. де Волана.
Всього, у ході польових робіт 2013 року учасники експедиції заклали 10 шурфів та траншей загальною площею 350 кв. м, які дозволили знайти та дослідити будівельні залишки казарменого та арсенального комплексів, а також східного порохового погребу. Так, як арсенал та погріб були кам'яними, то вони очікувано активно розбиралися місцевими жителями на будівництво, відповідно археологам вдалося знайти буквально декілька кам'яних блоків оснування фундаменту північно-західної стіни, а від вертикальних стін лише 5-6 вапнякових брил. При розкопці погребу археологи здійснили несподівану знахідку, місцеві жителі не обмежились демонтажем каменю, наприкінці XIX – початку ХХ ст. у стінці погребу була вмонтована піч для обробки кераміки (діаметром 2,1 м), тому під час розкопок та досліджень було виявлену величезну кількість уламків кераміки, типової для української традиції того часу. В тому числі були знайдені уламки глиняних труб.
Куди краще зберігся комплекс казарм, що складався з 2 будівель, П-образної будівлі шириною в 14,4 м та прямокутного будинку меншиз розмірів з північно-західної частини. Цей комплекс знаходився у південно-східної частини фортеці та мав загальну площу 80 на 54 метри. Комплекс мав власний рів глибиною в 1 метр, що відділяв казарми від плацу, та, можливо, частокіл. Через перепаду висот південна частина була додатково укріплена кам'яним цоколем. Розкопки казарменного комлексу дали найкращі матеріальні знахідки за час проведення експедиції. Тут були знайдені: залізні ковані цвяхи, скоби, кремені мушкетів, мідні монети, свинцеві кулі, шрапнель, ґудзики, елементи гончарної та ліпної кераміки, люльки для куріння, скляний посуд, як то рюмки та штофи.
Крім розкопок, учасниками експедиції було підготовлено рекомендаційні документи щодо можливості відновлення та реконсрукції деяких будівель та оборонних споруд фортеці. Такі об'єкти могли б стати основою для облаштування музею під відкритим небом і бути використанні для туристичних цілей, військово-історичних реконструкцій та археологічних практик.

## Коменданти фортеці
- Ферстер Єгор Християнович (1794 - 1797)
- Христофор Штемпель (1797 - 1804)
- Лев Мейзер (1804 - не відомо)

## Цікаві факти
- Фортецю часто вважають частиною "Дністровської оборонної лінії", але сама лінія хоч і існувала певний час в планах, але так і не була реалізована[3].
- 1796 барон де Турбіа, оглянувши три артбатареї, призначені для захисту хлібних магазинів, іронічно зауважив: «Усе це називають фортецею, але по суті – це ніщо»[3].
- Протягом 1803-1805 у фортеці містилися німці, що прибули на поселення до Лібентальського колоністського округу.
- О. Мармон у 1830-х зазначив: «на лівому березі Дністра, за дві тисячі туазів (близько 2 км) від річки, є друга фортеця, старовинна російська… Вона без мурів і без води в ровах. Її могли зруйнувати, нічого не втративши…»[3].
- Іноді фортецю називають Суворівською, але насправді Суворов не брав безпосередньої участі у її розбудові й, тим більше не обирав для неї місце.

## Галерея

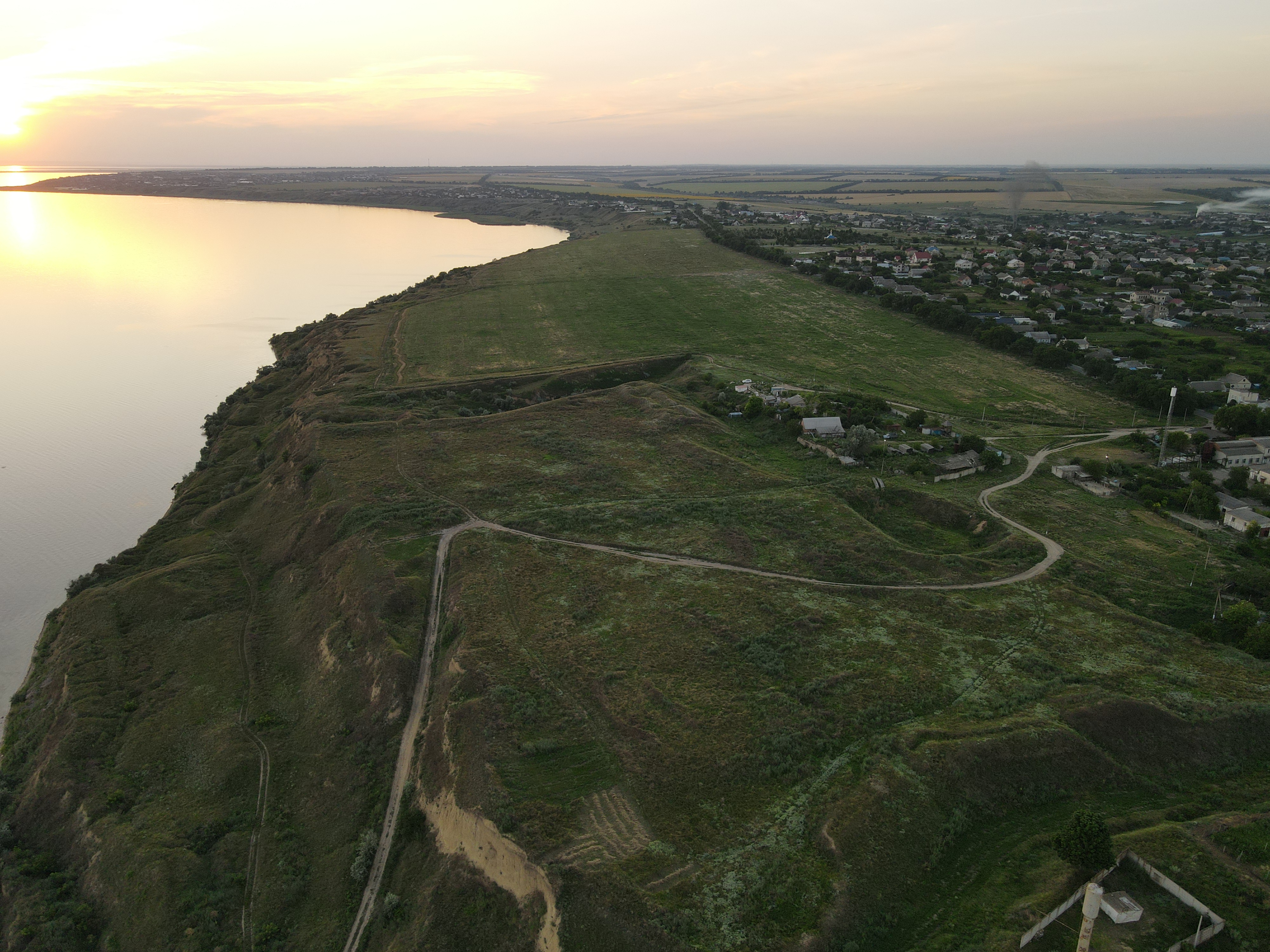
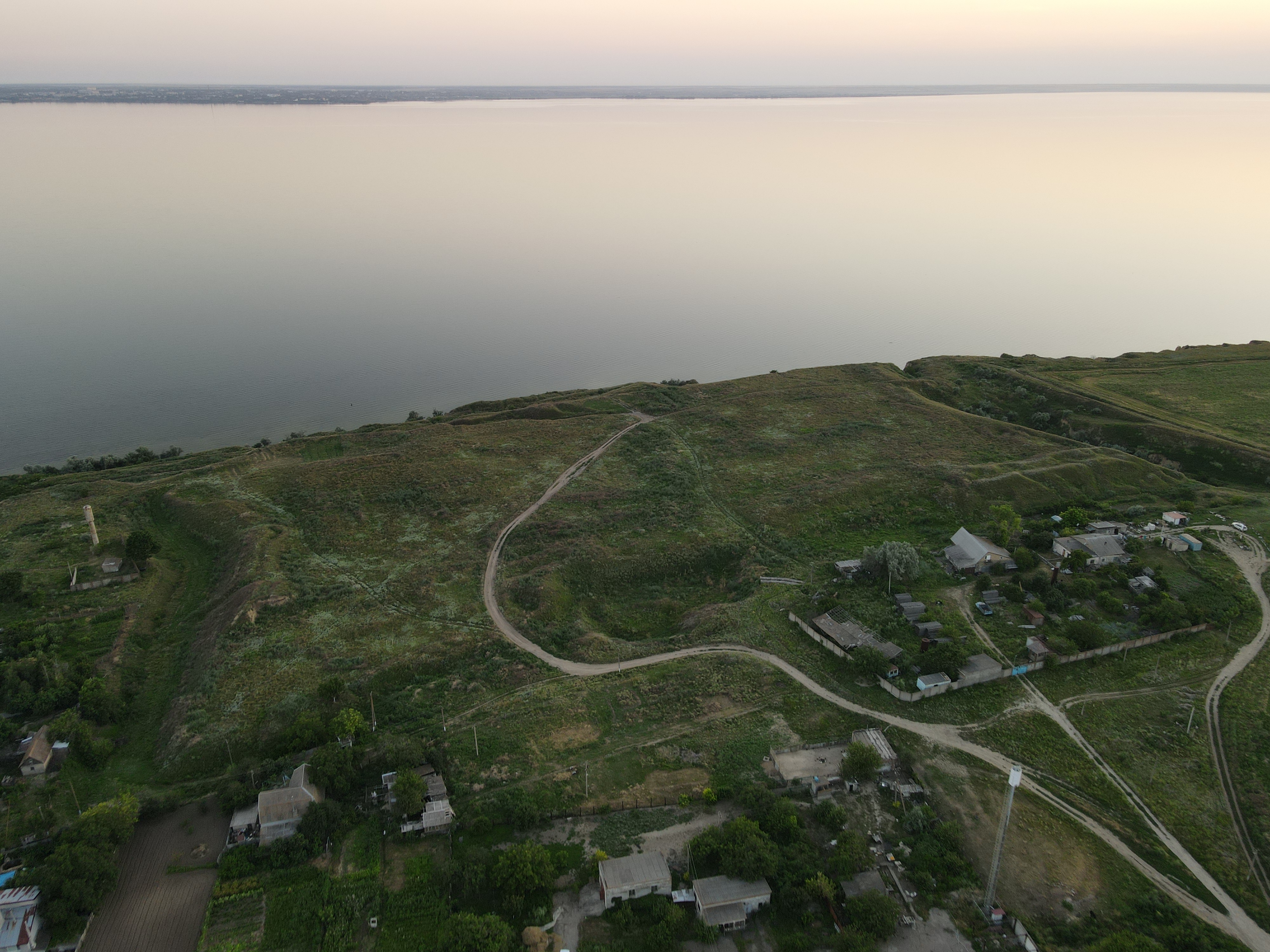
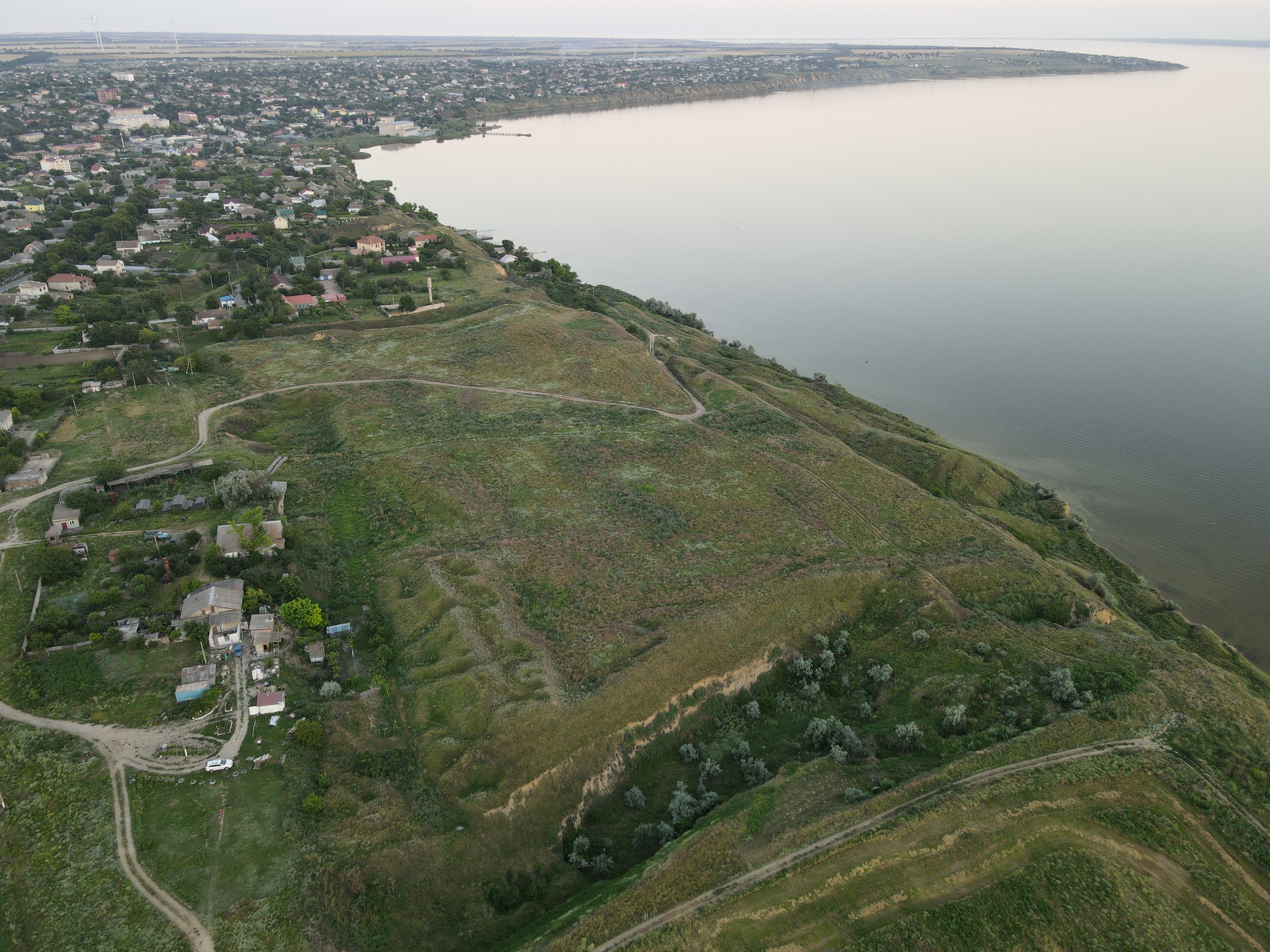
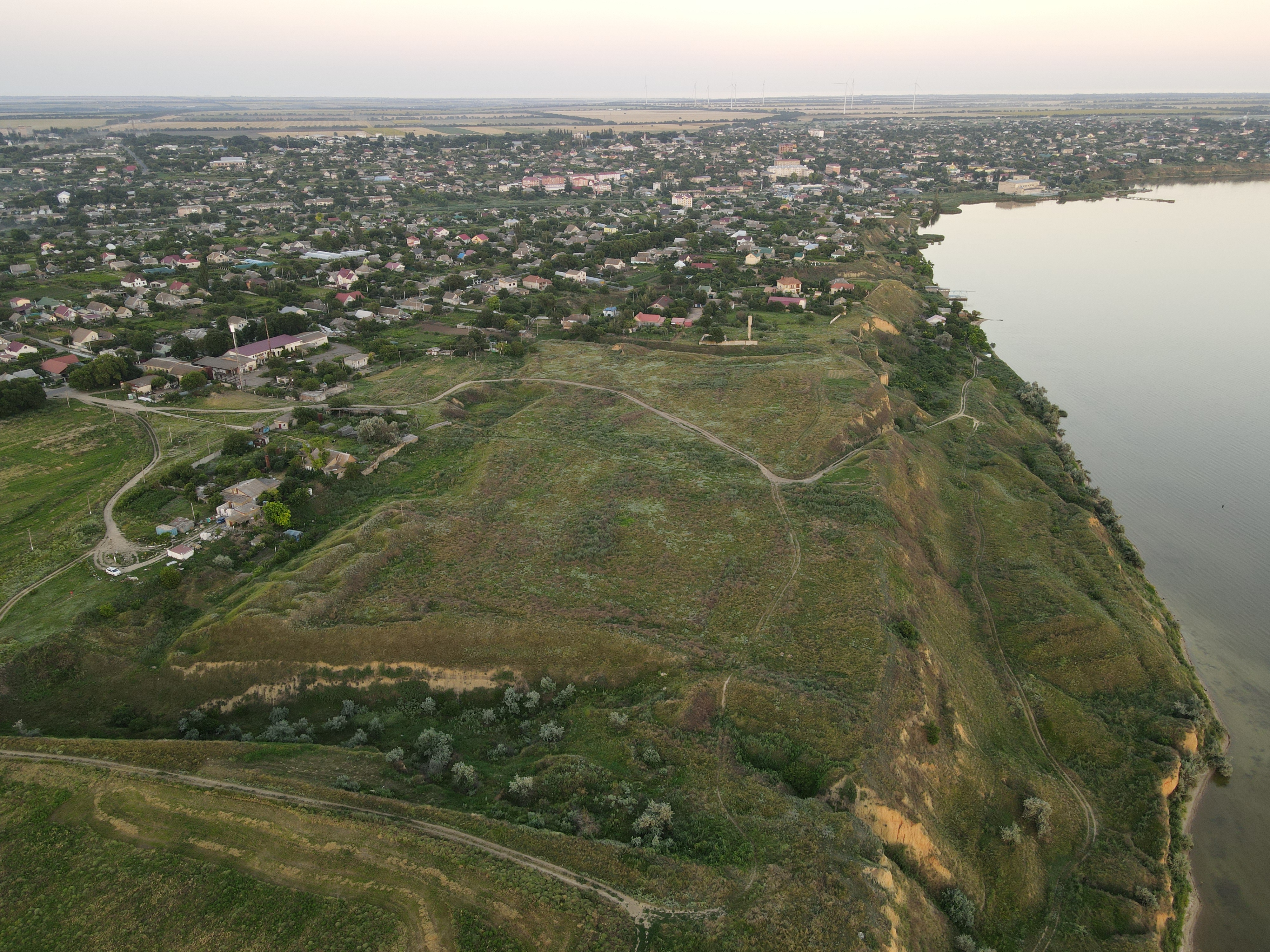
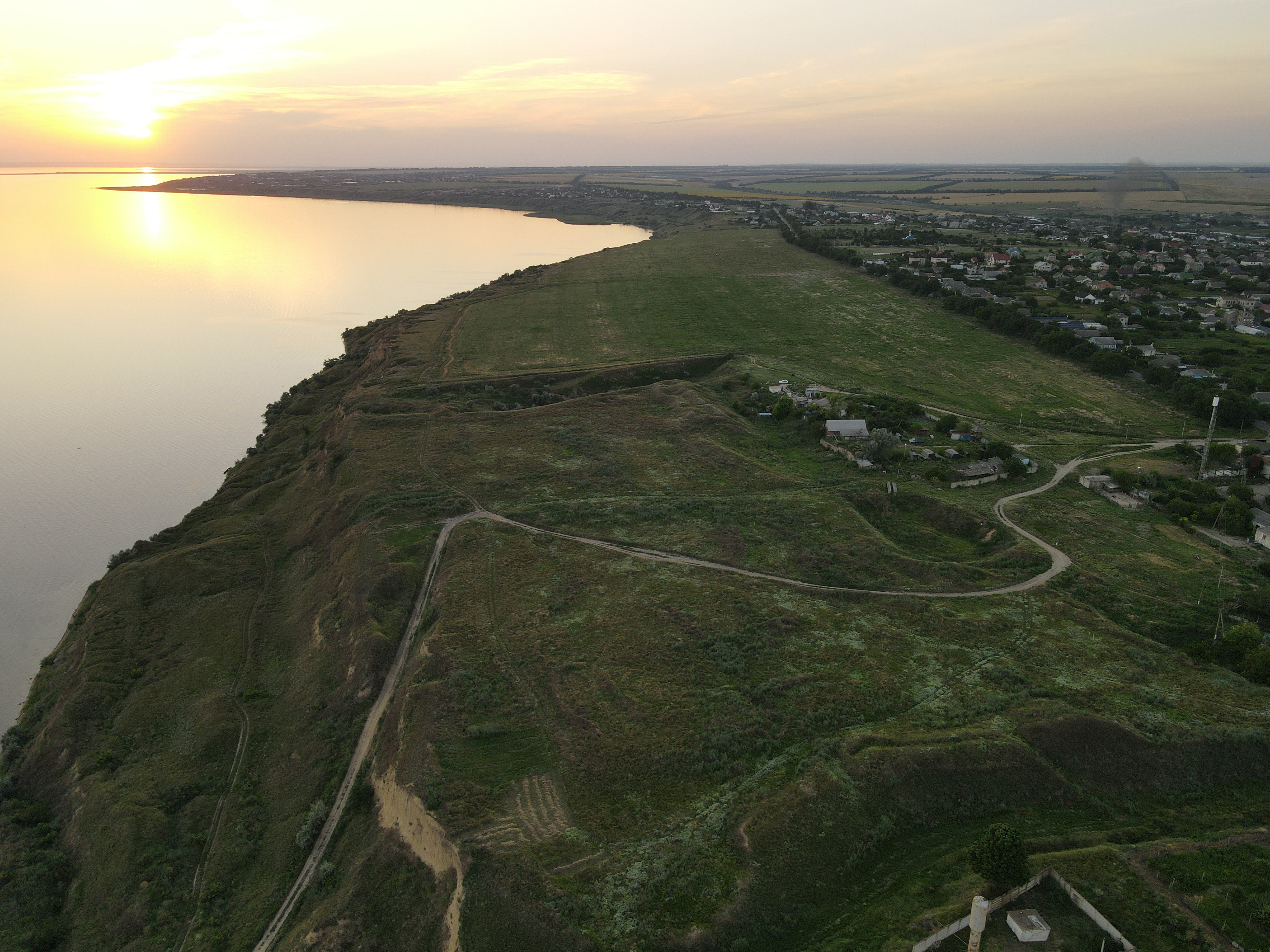
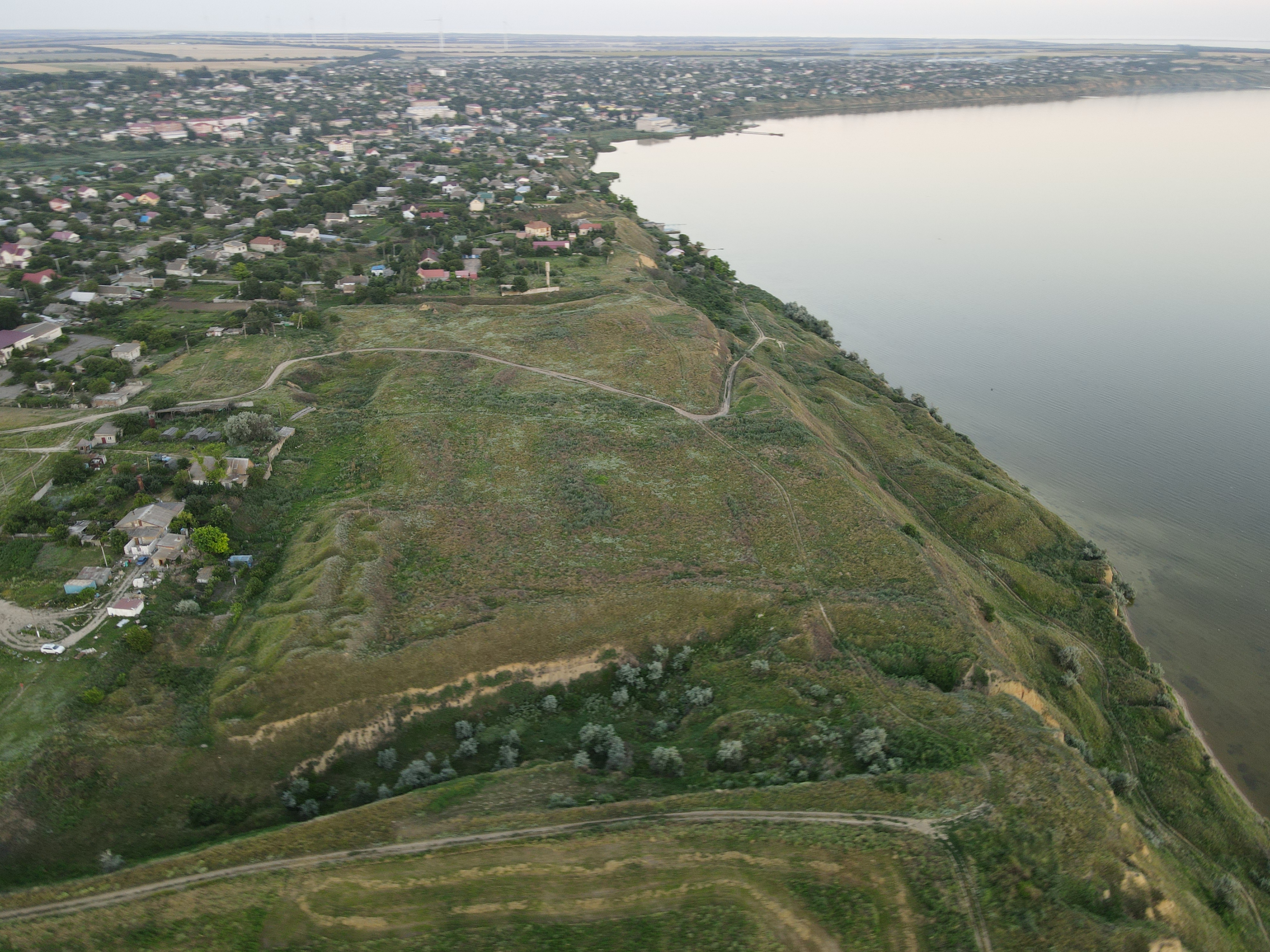